# Гай Сульпіцій Патеркул
Гай Сульпіцій Патеркул (*Gaius Sulpicius Paterculus, д/н — після 258 до н. е.) — політичний та військовий діяч часів Римської республіки, учасник Першої Пунічної війни.

## Життєпис
Походив з патриціанського роду Сульпіціїв. У 258 році до н. е. обирається консулом (разом з Авлом Атілієм Кайатіном). Спочатку діяв разом із колегою на Сицилії. Згодом очолив флот під час Першої Пунічної війни. Завдав поразки карфагенському флоту біля південного узбережжя Сардинії. За це отримав від сенату право на тріумф. Про подальшу долю нічого невідомо.